# Quinn Weng
Quinn Weng (en chino: 翁硕瑜; nacida el 20 de abril de 1979) es una cantante mezzo-soprano taiwanesa, además vocalista de la banda musical de power metal, Seraphim.  Ella se unió a la banda reemplazando a la cantante Pay Lee en 2004.

## Discografía

### Con Seraphim
- Rising (日出東方) (2007)

### Con Beto Vazquez Infinity
- Flying Towards the New Horizon (2006) - Lead & backing vocals on track 9 'She Is My Guide'

## Aprobaciones
- Lawson
- Ultimate Ears